# Pat Peake
Patrick Michael „Pat“ Peake (* 28. Mai 1973 in Rochester, Michigan) ist ein ehemaliger US-amerikanischer Eishockeyspieler, der im Verlauf seiner aktiven Karriere zwischen 1989 und 1997 unter anderem 147 Spiele für die Washington Capitals in der National Hockey League (NHL) auf der Position des rechten Flügelstürmers bestritten hat. Peake, der während seiner Juniorenzeit in der Ontario Hockey League (OHL) ein herausragender und talentierter Spieler war, musste seine Karriere aufgrund zahlreicher Verletzungen bereits mit 25 Jahren beenden.

## Karriere
Peake verbrachte seine Juniorenzeit in seinem Heimatbundesstaat Michigan, wo er in der Saison 1989/90 zunächst in der North American Hockey League (NAHL) bei den Detroit Compuware Ambassadors spielte. Seine 77 Scorerpunkte in 34 Spielen führten neben der Berufung ins First All-Star Team der Liga zur Wahl als Gesamtersten der Priority Selection der Ontario Hockey League (OHL), in die die Compuware Ambassadors zur Saison 1990/91 aufgenommen wurden. Die Wahl als Gesamterster wurde mit dem Jack Ferguson Award ausgezeichnet. Somit ging der Angreifer ab dem Sommer 1990 weiterhin für Detroit, jedoch in einer anderen Liga aufs Eis. In seinem Rookiejahr konnte Peake bereits 90 Scorerpunkte sammeln, woraufhin er im NHL Entry Draft 1991 in der ersten Runde an 14. Position von den Washington Capitals aus der National Hockey League (NHL) ausgewählt. In der folgenden Spielzeit steigerte sich der US-Amerikaner leicht auf 93 Punkte und erhielt nach Beendigung der Juniorensaison erste Eindrücke, als er sein Profidebüt für Washingtons Farmteam, die Baltimore Skipjacks, in der American Hockey League (AHL) gab. In seiner dritten und letzten OHL-Saison bildete Peake bei dem inzwischen in Detroit Junior Red Wings umbenannten Franchise eine Sturmreihe mit Bob Wren und Kevin Brown, die im Verlauf der regulären Saison gemeinsam 415 Punkte sammelten, und mit Todd Harvey noch einen vierten Spieler mit über 100 Scorerpunkten in ihren Reihen hatten. Durch die Verletzung Peakes im Verlauf der Playoffs gelang es dem Team jedoch nicht, die Spielzeit mit dem Gewinn des J. Ross Robertson Cups zu krönen. Peake hingegen wurde mit zahlreichen individuellen Auszeichnungen prämiert, darunter die William Hanley Trophy als sportlich fairster Spieler, die Red Tilson Trophy als wertvollster Spieler der OHL sowie der CHL Player of the Year Award der gesamten Canadian Hockey League (CHL).
Zur Saison 1993/94 wechselte der Offensivspieler vollends in den Profibereich und in die Organisation der Washington Capitals. Mit 29 Punkten in 49 Einsätzen wurde er den in ihn gesetzten Erwartungen in seiner Rookiesaison durchaus gerecht. In der folgenden Spielzeit fiel er jedoch lange aufgrund einer zu spät erkannten Erkrankung am Pfeifferschem Drüsenfieber aus und absolvierte lediglich 18 Spiele für die Hauptstädter. Nachdem er in der Saison 1996/97 mit 36 Punkten in 62 Spielen genesen schien, verletzte sich der Angreifer in den Stanley-Cup-Playoffs 1996 schwer an der Ferse. Die Verletzung hatte mehrere Operationen zur Folge und es dauerte bis Ende März 1997, ehe er sein NHL-Comeback feierte. Zuvor hatte er bereits drei Spiele für Washingtons Kooperationspartner Portland Pirates in der AHL bestritten, sich jedoch bei einem Haushaltsunfall die Hand gebrochen, was seine Comebackpläne verzögert hatte. Zudem erlitt er nach den vier Spielen für die Capitals bei einem Verkehrsunfall eine Gehirnerschütterung, sodass er erst im November 1997 in den Kader der Hauptstädter zurückkehrte. Als er sich bei seinem einzigen Saisoneinsatz mehrere Bänderrisse zuzog, kehrte Peake nicht wieder aufs Eis zurück. Im September 1998 verkündete der 25-Jährige schließlich sein vorzeitiges Karriereende.
Im Februar 2016 betreute er auf Interimsbasis kurzzeitig als Assistenztrainer die Flint Firebirds, die aus seinem Juniorenteam Detroit Compuware Ambassadors hervorgegangen waren, in der OHL.

### International
Für sein Heimatland nahm Peake mit der U20-Auswahl der Vereinigten Staaten an den Junioren-Weltmeisterschaften 1992 in Deutschland und 1993 in Schweden teil. Dabei gewann der Stürmer mit dem Team bei den Welttitelkämpfen im Jahr 1992 die Bronzemedaille, wozu er in sieben Spielen fünf Scorerpunkte beisteuerte. Darunter befanden sich alleine fünf Tore. Im folgenden Jahr führte Peake die Mannschaft als teaminterner Topscorer mit 13 Punkten auf den vierten Rang.

## Erfolge und Auszeichnungen
| - 1990 NAHL First All-Star Team - 1990 Jack Ferguson Award - 1993 Red Tilson Trophy - 1993 William Hanley Trophy | - 1993 OHL First All-Star Team - 1993 CHL Player of the Year - 1993 CHL First All-Star Team |

### International
- 1992 Bronzemedaille bei der Junioren-Weltmeisterschaft

## Karrierestatistik

### International
Vertrat die USA bei:
- Junioren-Weltmeisterschaft 1992
- Junioren-Weltmeisterschaft 1993

(Legende zur Spielerstatistik: Sp oder GP = absolvierte Spiele; T oder G = erzielte Tore; V oder A = erzielte Assists; Pkt oder Pts = erzielte Scorerpunkte; SM oder PIM = erhaltene Strafminuten; +/− = Plus/Minus-Bilanz; PP = erzielte Überzahltore; SH = erzielte Unterzahltore; GW = erzielte Siegtore; 1 Play-downs/Relegation; Kursiv: Statistik nicht vollständig)